# Carmen Alder
Carmen Alder Caisalitin (* 3. März 2003) ist eine ecuadorianische Leichtathletin, die sich auf den Mittelstreckenlauf spezialisiert hat. Aktuell ist sie Inhaberin des ecuadorianischen Landesrekordes über 1500 Meter.

## Sportliche Laufbahn
Erste internationale Erfahrungen sammelte Carmen Alder, die in Southern Pines in den Vereinigten Staaten aufwuchs, im Jahr 2021, als sie bei den U20-Südamerikameisterschaften in Lima in 4:24,53 min die Goldmedaille im 1500-Meter-Lauf gewann und auch über 3000 Meter in 9:26,51 min siegte. Zudem gewann sie mit der ecuadorianischen Mixed-Staffel über 4-mal 400 Meter in 3:35,95 min die Silbermedaille. Anschließend belegte sie bei den erstmals ausgetragenen Panamerikanischen Juniorenspielen in Cali in 17:02,45 min den vierten Platz im 5000-Meter-Lauf. Zudem begann sie im selben Jahr ein Studium an der Brigham Young University in den Vereinigten Staaten. Im Jahr darauf schied sie bei den U20-Weltmeisterschaften in Cali mit 4:31,16 min im Vorlauf über 1500 Meter aus und 2023 belegte sie bei den Südamerikameisterschaften in São Paulo in 4:24,15 min den fünften Platz. Zuvor verbesserte sie den ecuadorianischen Landesrekord auf 4:14,08 min.

## Persönliche Bestleistungen
- 800 Meter: 2:08,78 min, 9. April 2022 in Tempe
  - 800 Meter (Halle): 2:10,13 min, 5. Februar 2022 in New York City (U20-Südamerikarekord)
- 1500 Meter: 4:14,08 min, 15. April 2023 in Azusa
  - 1500 Meter (Halle): 4:37,40 min, 8. Februar 2020 in New York City
- 1 Meile: 4:36,93 min, 12. Februar 2022 in Seattle (U20-Südamerikarekord)
  - 1 Meile (Halle): 4:42,15 min, 28. Januar 2023 in Fayetteville (ecuadorianischer Rekord)
- 3000 Meter: 9:26,51 min, 10. Juli 2021 in Lima
  - 3000 Meter (Halle): 9:15,20 min, 3. Dezember 2022 in Boston (U20-Südamerikarekord)
- 5000 Meter: 16:16,78 min, 17. Juni 2023 in Tübingen